# Mario Alberto Kempes
Mario Alberto Kempes Chiodi (Bell Ville, Córdoba, Argentina, 15 de juliol del 1954) és un exfutbolista argentí. Jugava de davanter centre i destacava per la seua potent esquerra, la facilitat cara el gol, la velocitat, el coratge i destresa. Era conegut com a El Matador i és considerat com un dels més grans jugadors argentins de la història (elegit per la IFFHS com el 6é millor jugador argentí del segle xx.
És també un dels futbolistes més recordats al València Club de Futbol.

## Internacional

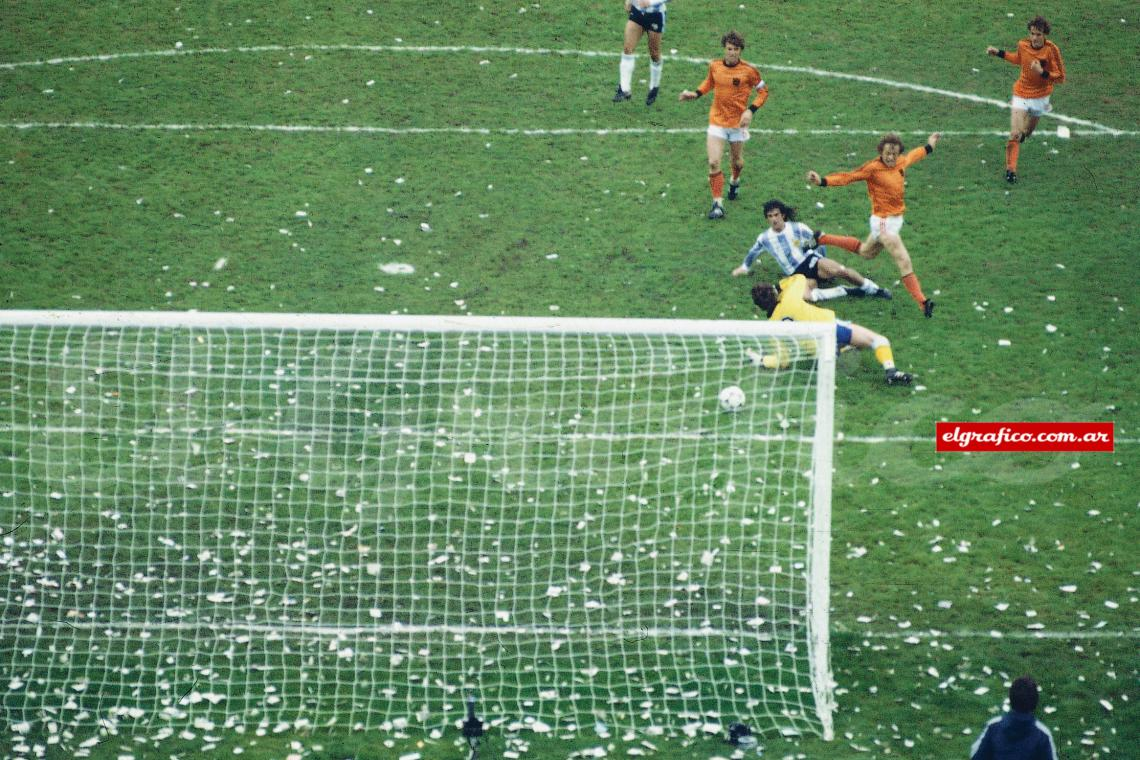
Kempes marca davant Holanda al Mundial 1978.

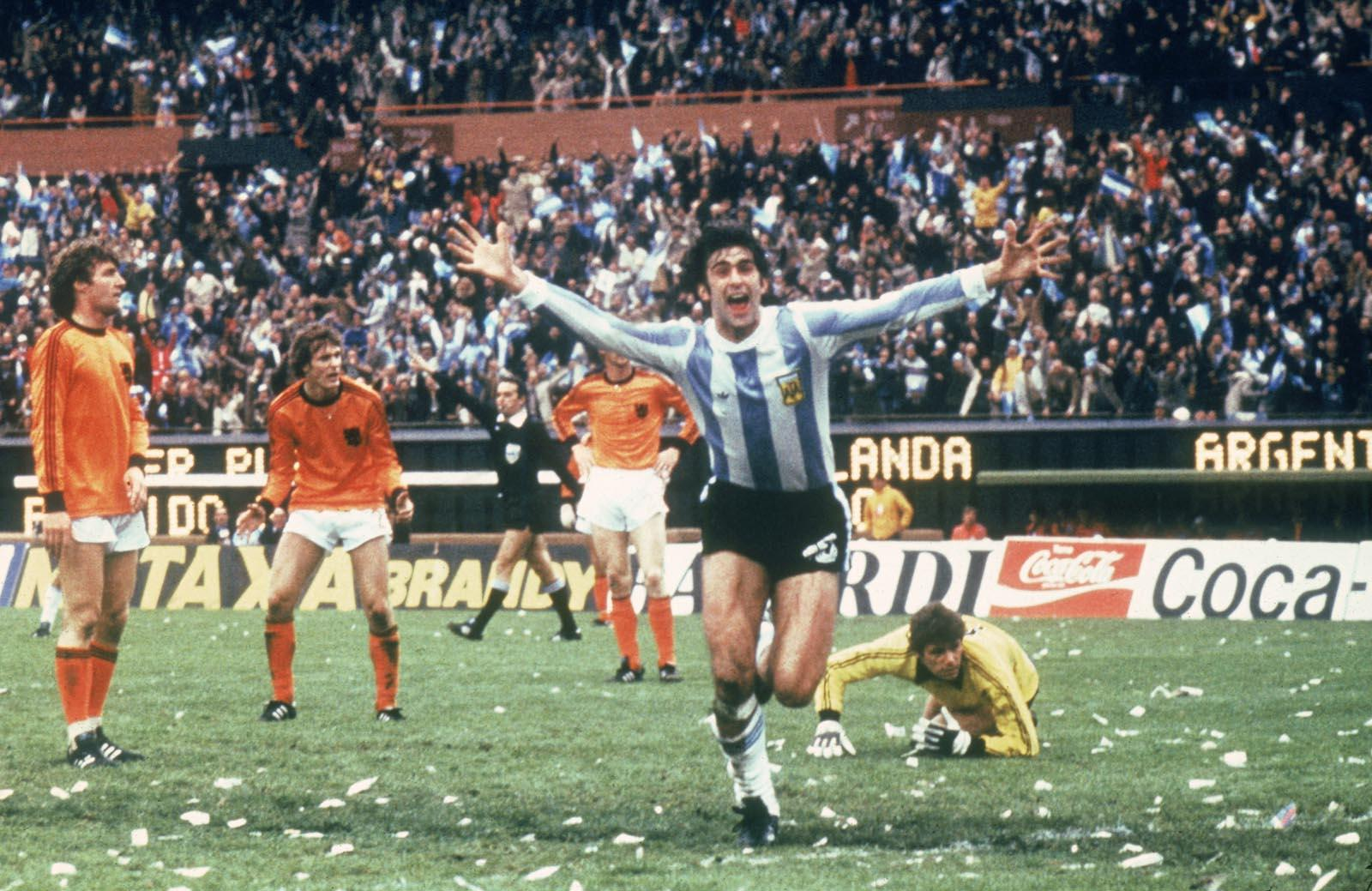
Kempes celebra un gol al Mundial 1978.

Va ser internacional amb la selecció argentina en 43 ocasions, marcant 20 gols. Va ser el màxim golejador de la selecció argentina, campiona de la Copa del Món Argentina 1978 amb 6 gols, marcant 2 en la final front a Holanda.

## Clubs
- Talleres de Bell Ville – futbol base – Lliga argentina
- Instituto Atlético Central Córdoba – 1972-1974 – Lliga argentina
- Rosario Central – 1974-1976 – Lliga argentina – 105 partits i 85 gols
- València CF – 1976-1981 – Primera divisió – 142 partits i 95 gols
- River Plate – 1981-1982 – Lliga argentina – 29 partits i ? gols
- València CF – 1982-1984 – Primera divisió – 42 partits i 21 gols
- Hèrcules CF – 1984-1986 – Primera divisió – 38 partits i 10 gols
- First Vienna FC – 1986-1987 – Lliga austríaca
- VSE Sankt Pölten – 1987-1990 – Lliga austríaca
- Kremser SC – 1990-1992 – Lliga austríaca
- Fernández Vial – 1995 – Lliga xilena
- PS Pelita Jaya – 1996 – Lliga indonèsia

## Títols

### Nacionals
- 1 Lliga Argentina - River Plate – 1980-1981
- 1 Copa del Rei – València CF – 1979

### Internacionals
- 1 Mundial – Selecció argentina – 1978
- 1 Recopa d'Europa - València CF - 1980
- 1 Supercopa d'Europa - València CF - 1980

### Distincions Individuals
- 2 Màxim Golejador de la Lliga Argentina – 1974 i 1976
- 2 Trofeus Pitxitxi – 1976-1977 i 1977-1978
- Bota d'Or al Màxim Golejador del Mundial de l'Argentina – 1978
- Millor jugador sud-americà de l'any – 1978